# Martinkovec
Martinkovec is een plaats in de gemeente Varaždinske Toplice in de Kroatische provincie Varaždin. De plaats telt 70 inwoners (2001).